# Jade Laroche
Jade Laroche (Rouen, 8 settembre 1989) è un'ex attrice pornografica, showgirl e disc jockey francese.

## Biografia
Figlia di un ex militare, Jade Laroche cominciò molto presto l'attività di spogliarellista a Bordeaux e all'età di soli 19 anni vinse un concorso per un noto sito porno francese chiamato porntour. Qualche anno più tardi, l'attore e regista francese Fred Coppula, sempre nell'ambito dell'hard, la manda per la prima volta in copertina in una nota rivista porno francese, il magazine Chobix. Nell'aprile 2010 viene anche ingaggiata per un ampio servizio fotografico dal Marc Dorcel Magazine, venendo anche eletta come Dorcel Girl 2010. Sempre nello stesso anno, è apparsa nel videoclip del singolo Other City, del dj francese Tom Snare. Nel maggio 2010 è stata protagonista del film Une Mere e Sa Femme, girato a Los Angeles dal regista Paul Thomas e, alla fine dello stesso anno, è stata scritturata per recitare una parte nel film Mademoiselle de Paris, film co-prodotto da X Dorcel tramite Internet attraverso la piattaforma della comunità My Dorcel.
Nel 2011 ha annunciato la sua temporanea uscita dal mondo del porno per lanciarsi nella carriera da DJ.
Nel 2014 è tornata temporaneamente sulle scene hard, per ritirarsi definitivamente nel corso dello stesso anno .

## Filmografia
- L'été de mes 19 ans, regia di Hervé Bodilis (2009)
- Story of Jade, regia di Hervé Bodilis (2010)
- Jade: Pornochic 19, regia di Hervé Bodilis (2010)
- Une mère et sa fille, regia di Paul Thomas (2010)
- Une fille de bonne famille, regia di Max Candy (2010)
- Jade, Secretaire de Luxe, regia di Hervé Bodilis (2011)
- Mademoiselle de Paris, regia di Hervé Bodilis (2011)
- Ma première orgie, regia di Max Candy (2011)
- Femmes Fatales: Pornochic 22, regia di Hervé Bodilis (2012)
- Jade Laroche Infinity (2012)
- Fantasmes 4: Bourgeoises & Lesbiennes, regia di Hervé Bodilis (2012)

## Premi e riconoscimenti
- Venus Awards- 2010